# Tolpia bilineata
Tolpia bilineata är en fjärilsart som beskrevs av George Francis Hampson 1907. Tolpia bilineata ingår i släktet Tolpia och familjen nattflyn. Inga underarter finns listade i Catalogue of Life.